# 田原和男

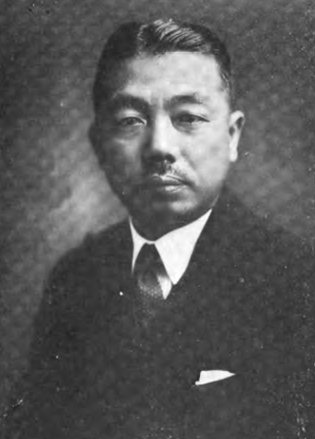
田原和男

田原 和男（たはら / たわら かずお、1887年（明治20年）4月22日 - 1955年（昭和30年）1月27日）は、大蔵官僚、南洋庁長官。

## 経歴
東京府出身。1914年（大正3年）、東京帝国大学法科大学英法科を卒業。大蔵省に入り、東京税務監督局関税部長、臨時議院建築局書記官・会計課長、銀行局事務官・北海道拓殖銀行監理官を歴任。1925年（大正14年）、京都市助役に就任した。1926年（大正15年）、第1次若槻内閣が成立すると内閣総理大臣秘書官に任じられた。1929年（昭和4年）より拓務書記官・内閣書記官、外務書記官を歴任し、ロンドン海軍軍縮会議では全権委員随員を務めた。
1931年（昭和6年）、拓務省殖産局長に就任し、さらに南洋庁長官に転じた。
その後、弁護士を開業した。また千代田毛織株式会社取締役、愛国工業株式会社取締役、日本協同証券株式会社監査役、戦時金融金庫監事などを務めた。

## 親族
- 若槻禮次郎 - 妻の父。内閣総理大臣。
- 森永貞一郎 - 長女の夫。大蔵事務次官、東京証券取引所理事長、日本銀行総裁。